# Jouxtens-Mézery
Jouxtens-Mézery is een gemeente en plaats in het Zwitserse kanton Vaud, en maakt deel uit van het district Lausanne.
Jouxtens-Mézery telt 1273 inwoners.